# RIPE Atlas
RIPE Atlas ist ein weltweites, offenes globales Messnetz mit tausenden Messpunkten, welches die Internet-Konnektivität in Echtzeit misst.

## Historie
RIPE Atlas wurde 2010 durch das RIPE Network Coordination Centre ins Leben gerufen. Mit Stand Dezember 2023 bestand das Netzwerk aus über 12.000 Messsonden (Probes) und über 800 Ankern (Anchors).

## Technische Funktionsweise

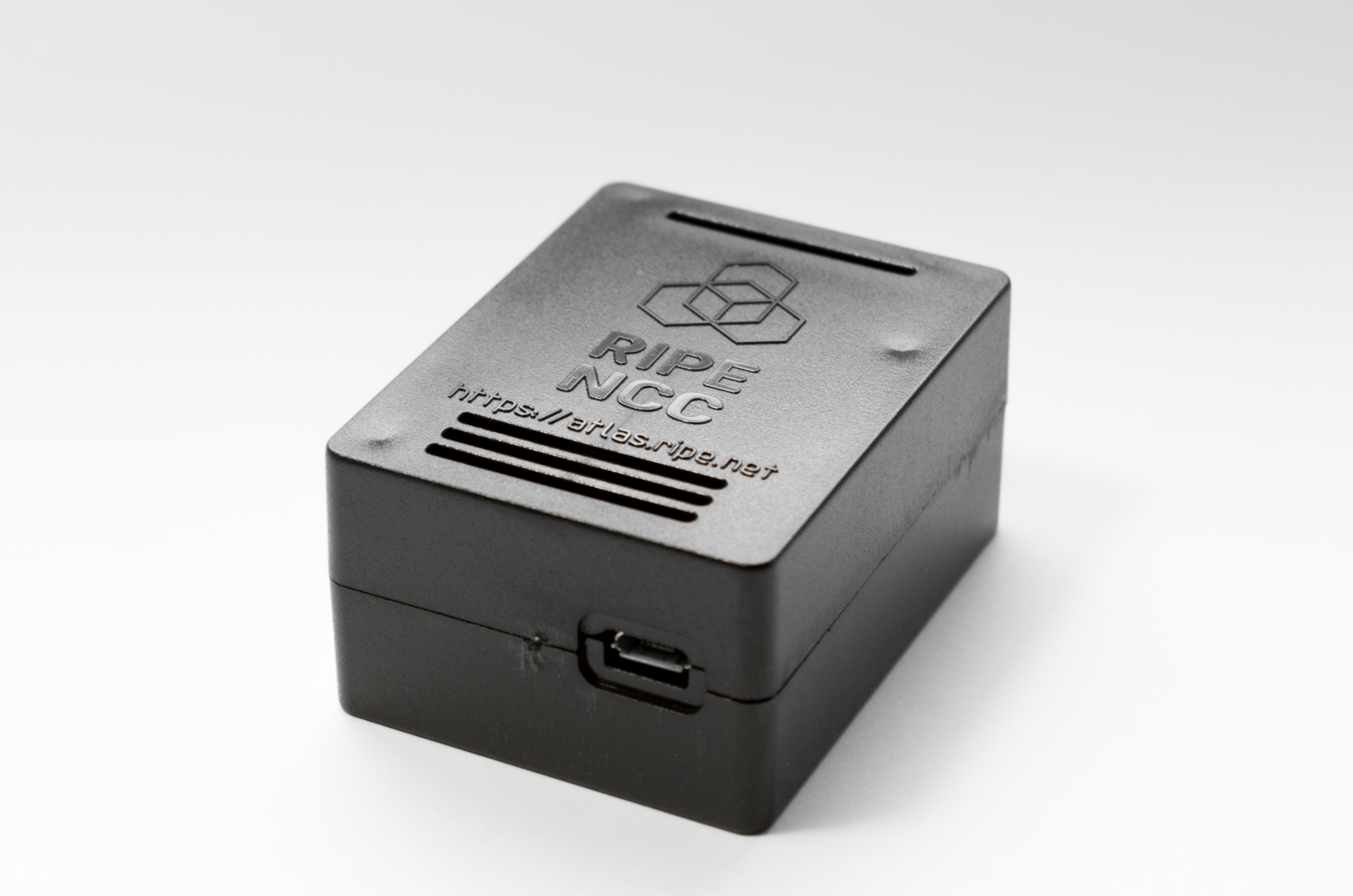
RIPE Atlas probe (Version 4)

- Messwerte: Die Messsonden und -anker (Probes und Anchors) erfassen sowohl für IPv4 als auch IPv6 Werte zu den verwendeten Netzwerkpfaden über Traceroute, Erreichbarkeit und Paketumlaufzeit mit Ping, DNS-Auflösung und Geschwindigkeit, Sowie Daten zu NTP und weitere Messwerte.
- Es gibt folgende Hardware-Typen der Atlas Sonden:
  - Versions 1 und 2 der Sonden basierten auf Lantronix XPort Pro[2]
  - Version 3 der Sonden waren angepasste TP-Link WLAN-Router (TL-MR 3020)[3]
  - Version 4 der Sonden basierten auf dem Einplatinencomputer NanoPi NEO Plus2[4]
  - Die aktuelle Version 5 der Sonden basiert auf den Turris Mox, welche von CZ.NIC entwickelt wurden.[5]
- Hardware-Typen von Atlas Ankern:
  - Version 2: Ist ein Soekris Net6501-70 Board mit einer zusätzlichen Solid-State-Drive in einem ein Höheneinheit hohen Gehäuse für 19-Zoll-Racks.
  - Version 3: Ist ein APU2C2/APU2C4 von PC Engines mit einer SSD, welches ebenfalls in einem 1-HE-19-Zoll-Gehäuse untergebracht ist.
- Sonden und Anker können auch als Software auf bestehender Hardware betrieben werden. Es ist auch möglich diese als Virtuelle Maschine oder mittels Containervirtualisierung zu betreiben. Dies ermöglicht den einfachen und ressourcenschonenden Betrieb, wenn bereits entsprechende Hardware oder Infrastruktur vorhanden ist.[6][7]
- Die zugrundeliegende Backend-Architektur wurde detailliert in der September-Ausgabe 2015 des Internet Protocol Journals beschrieben[8]

## Community
Jeder kann ehrenamtlich eine RIPE Atlas Sonde betreiben. Die Software-Sonden sind Open Source und frei für jeden verfügbar. Auch die Hardware-Sonden werden bei entsprechendem Bedarf kostenfrei abgeben. Die Sonden sind sehr Wartungsarm, erfordern nur eine geringe Datenübertragungsrate von wenigen kBit/s und können auch an gewöhnlichen privaten Internetanschlüssen als auch Unternehmensnetzen oder Rechenzentren betrieben werden. Insbesondere Standorte in Regionen mit bisher wenigen Sonden und solche die von Zensur im Internet bedroht sind, sind von besonderem Interesse.
Jeder der sich durch den Betrieb von Sonden oder Ankern an der Dartenerhebung beteiligt, erhält hierfür ein Guthaben (Credits) die für eigene Auswertungen im ATLAS Netzwerk eingesetzt werden können.
Organisationen, die zusätzliche RIPE-Atlas-Messungen für ihr Netzwerk wünschen, können auch einen RIPE-Atlas-Anker hosten.
Die Daten des Messnetzes können von Betreibern von Rechnernetzen auch für die Netzüberwachung und Fehlersuche oder zur Visualisierung verwendet werden.
Es gibt eine Reihe von Open Source Programmen die durch Benutzer erstellt wurden, diese stehen für jeden in einem GitHub Repository zur Verfügung.
Mehrere hundert Einzelpersonen unterstützen RIPE Atlas auch als „Botschafter“, indem sie die Teilnahme an dem ATLAS Programm fördern oder Sonden auf Veranstaltungen verteilen. Auch Organisationen und Unternehmen unterstützen RIPE Atlas als Sponsoren.
Auch mehrere Hackerspaces haben RIPE-Atlas-Sonden installiert und verfügen über ein eigenes Projekt zur Anzeige der Messwerte.

## Forschungsergebnisse
Alle durch RIPE Atlas erhobenen Daten sind Open Data und frei für die Öffentlich zugänglich und verwendbar. Hier eine Auswahl an Veröffentlichungen die auf diesen Daten beruhen:
- Impact of the first months of war on routing and latency in Ukraine[15]
- A worldwide study on the geographic locality of Internet routes[16]
- Measuring Internet Resilience in Africa[17]
- Surrounded by the Clouds: A Comprehensive Cloud Reachability Study[18]
- Pruning Edge Research with Latency Shears[19]
- Measuring DNS over TLS from the Edge: Adoption, Reliability, and Response Times[20]
- Processing large-scale Internet topology data to model Autonomous System Networks[21]
- Poster: Footprint and Performance of Large Cloud Networks[22]
- Quantifying the Impact of Blocklisting in the Age of Address Reuse[23]
- Impact of the COVID-19 pandemic on the Internet latency: a large-scale study[24]
- (How Much) Does a Private WAN Improve Cloud Performance?[25]
- Debogonising 2a10::/12. Analysis of one week’s visibility of a new /12[26]
- Tracking Down Sources of Spoofed IP Packets[27]
- On the Performance of DNS Resolvers in the IPv6 and ECS Era[28]
- Roll, Roll, Roll your Root: A Comprehensive Analysis of the First Ever DNSSEC-Root KSK Rollover[29]
- Performance Barriers to Cloud Services in Africa’s Public Sector: A Latency Perspective[30]
- DNS Observatory: The Big Picture of the DNS[31]
- Cache Me If You Can: Effects of DNS Time-to-Live[32]
- Judicious QoS using Cloud Overlays[33]
- Internet Development in Africa: A Content Use, Hosting and Distribution Perspective[34]
- Periodic Path Changes in RIPE Atlas[35]
- Using RIPE Atlas for Geolocating IP Infrastructure[36]
- Dissecting the Speed-of-Internet of Middle East[37]
- Cross-AS (X-AS) Internet topology mapping[38]
- Karaoke: Distributed Private Messaging Immune to Passive Traffic Analysis[39]
- Radian: Visual Exploration of Traceroutes[40]
- How to Catch when Proxies Lie: Verifying the Physical Locations of Network Proxies with Active Geolocation[41]
- A Long Way to the Top: Significance, Structure, and Stability of Internet Top Lists[42]
- An Empirical Analysis of the Commercial VPN Ecosystem[43]
- Ensuring a Future for Detecting Internet Disruptions: A Field Survey of the Ecosystem Around Internet Censorship, Disruptions, and Shutdowns[44]
- Characterizing User-to-User Connectivity with RIPE Atlas[45]
- Measurement Vantage Point Selection Using A Similarity Metric[46]
- Disco: Fast, Good, and Cheap Outage Detection[47]
- Geolocation hints verification using RIPE Atlas[48]
- Using RIPE Atlas to Evaluate the Locator/Id Separation Protocol[49]
- Performance Evaluation of Locator/Identifier Separation Protocol through RIPE Atlas[50]
- Sibyl: A Practical Internet Route Oracle[51]
- On the Analysis of Internet Paths with DisNETPerf, a Distributed Paths Performance Analyzer[52]
- Detecting DNS Root Manipulation[53]
- Measuring, Characterizing, and Avoiding Spam Traffic Costs[54]
- Internet Performance Measurement Platforms[55]
- Visualization and Monitoring for the Identification and Analysis of DNS Issues[56]
- Investigating Interdomain Routing Policies[57]
- Mapping Peering Interconnections[58]
- Lessons Learned From Using the RIPE Atlas Platform for Measurement Research[59]
- Quantifying Interference between Measurements on the RIPE Atlas Platform[60]
- Are We One Hop Away from a Better Internet?[61]
- Analyzing the Performance of an Anycast CDN[62]
- Investigating Interdomain Routing Policies in the Wild[63]
- Dissecting Last-mile Latency Characteristics
- Vantage Point Selection for IPv6 Measurements: Benefits and Limitations of RIPE Atlas Tags
- Network Interference Detection[64]
- Generating Function For Network Delay[65]